# Pseudobagrus adiposalis
Pseudobagrus adiposalis är en fiskart som beskrevs av Oshima, 1919. Pseudobagrus adiposalis ingår i släktet Pseudobagrus, och familjen Bagridae. Inga underarter finns listade.
Arten är endemisk i Kina och finns bland annat i Xifloden och vattnen kring Fuzhou och Taiwan.